# Novembre 1869

## Événements
- 15 novembre :

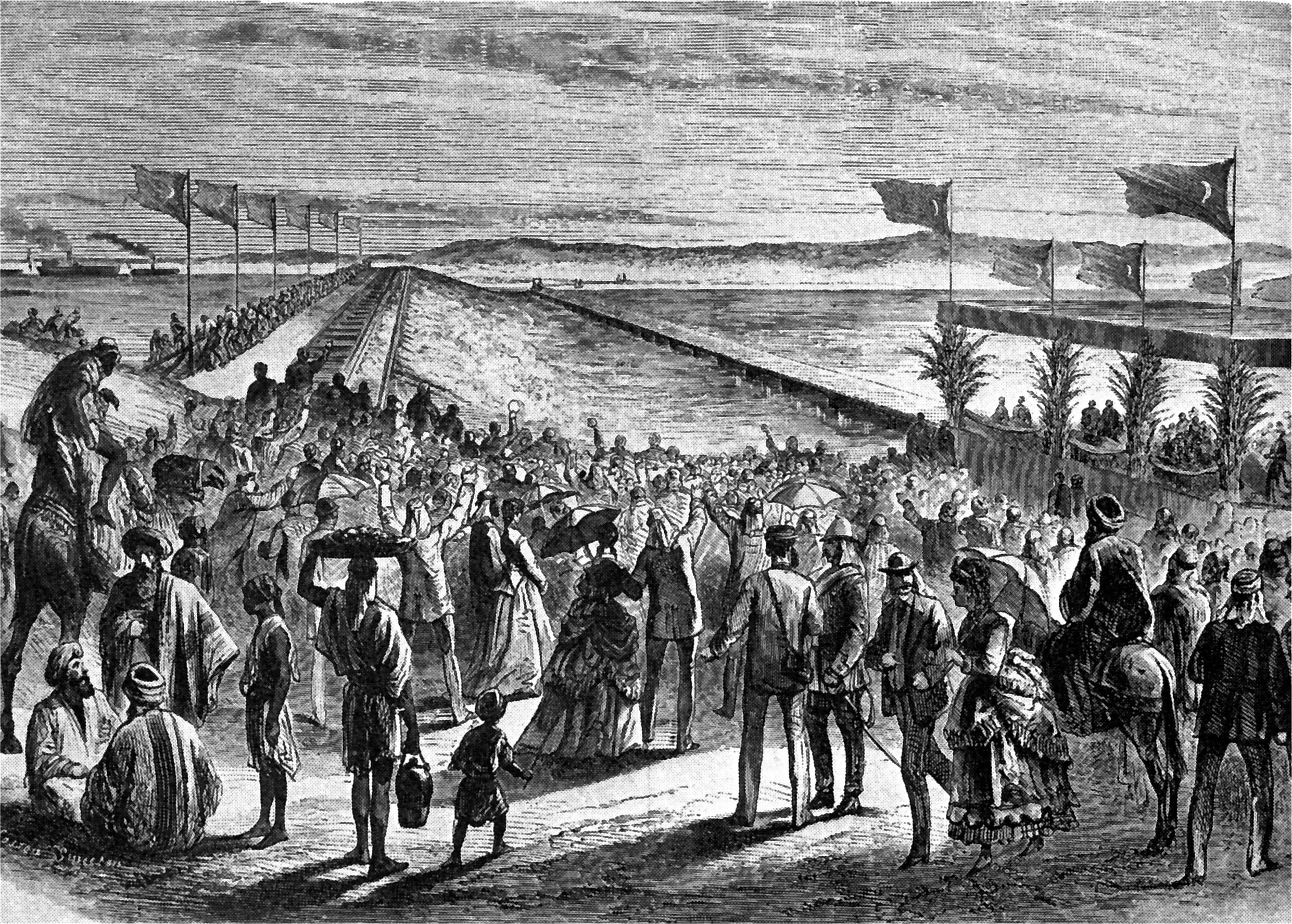
17 novembre : ouverture du canal de Suez.

  - L'Union républicaine, association américaine, mais de langue française, fondée en 1868 à New York aux États-Unis, lance un Bulletin dirigé par le proudhonien Claude Pelletier.
  - Les Italiens de la Compagnie Rubattino s’installent à Assab, en Éthiopie.

- 17 novembre : ouverture du canal de Suez. L’impératrice Eugénie, depuis son yacht L'Aigle, prend la tête du premier cortège de navires qui franchissent le canal construit par Ferdinand de Lesseps en Égypte. Avec l'ouverture du canal de Suez, les côtes de la mer rouge et ses débouchés acquièrent une importance considérable, et sont livrées à la convoitise des nations européennes dont l'Italie, le Royaume-Uni et la France.

- 21 novembre: assassinat à Moscou de l'étudiant Ivanov.
  - Rencontre à Genève de Bakounine et de Serge Netchaïev (rédacteur du Catéchisme du révolutionnaire). Netchaïev rentre à Moscou en août où il fonde une société secrète « la Vindicte du peuple », qui exécute pour trahison l’un de ses membres, l’étudiant Ivanov (cf. Dostoïevski, Les Démons).

## Naissances
- 8 novembre : Joseph Franklin Rutherford, deuxième président des Témoins de Jéhovah († 8 janvier 1942).
- 11 novembre : Victor-Emmanuel, à Naples, prince de Naples, fils de Humbert et de Marguerite, princes de Piémont, roi en 1900.
- 14 novembre : Jean Vidalon, militaire français († 27 décembre 1959).
- 22 novembre :
  - André Gide, écrivain français.
  - Augusta Gillabert, agricultrice suisse.
- 25 novembre : Herbert Greenfield, Premier ministre de l'Alberta.
- 30 novembre : Constantin Somov, peintre russe († 6 mai 1939).

## Décès
- 12 novembre : Johann Friedrich Overbeck, peintre allemand (° 3 juillet 1789).